# Dictablanda

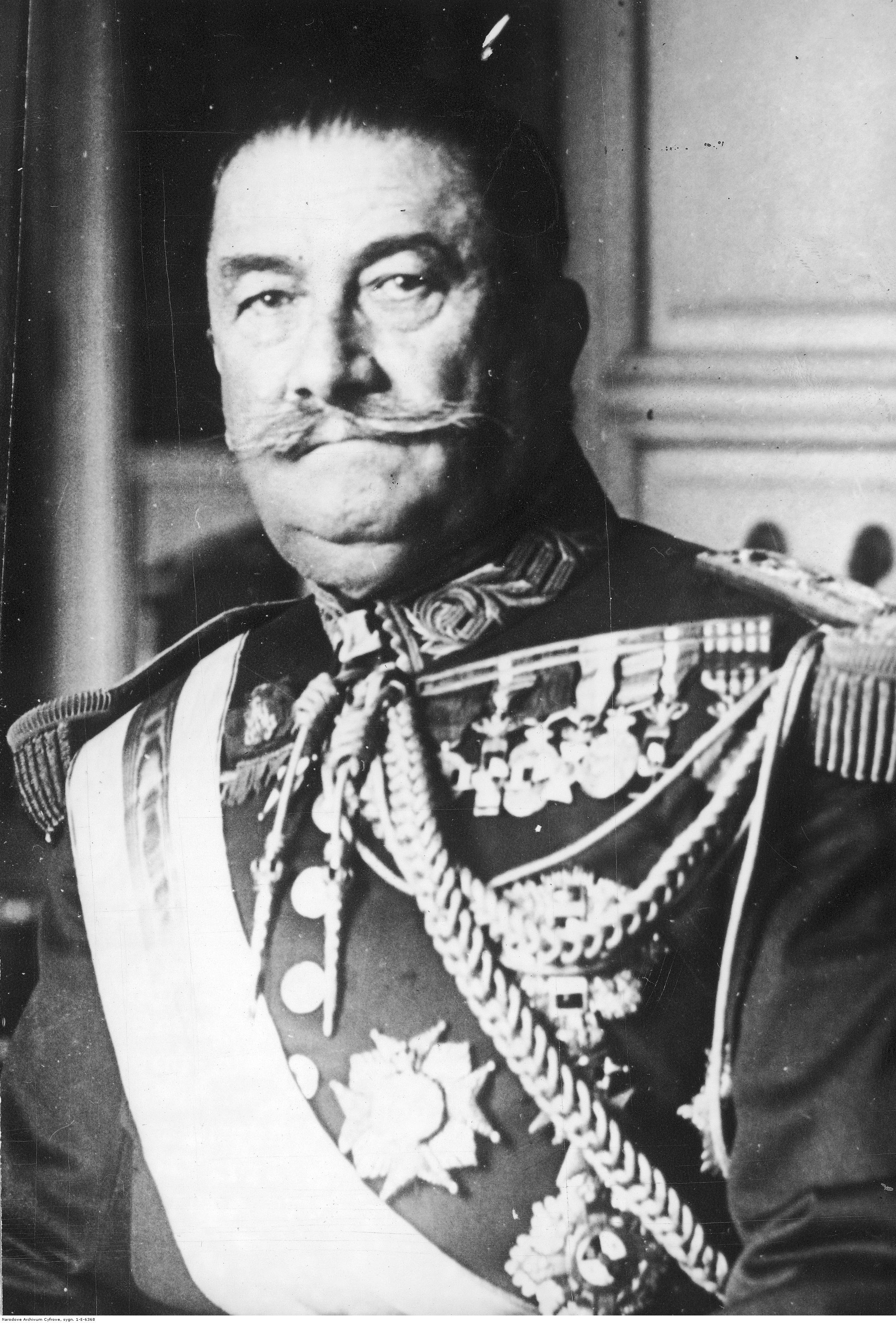
General Dámaso Berenguer

Dictablanda es un término usado para referir a regímenes híbridos y que surgió en el último periodo del reinado de Alfonso XIII, inmediatamente después de la dictadura de Primo de Rivera.

## Contexto
Fue originalmente acuñado de forma popular en España en 1930 cuando el general Dámaso Berenguer sustituyó al general Miguel Primo de Rivera al frente del Gobierno. Gobernó por decretos y trató de apaciguar los ánimos tras el crac de la Bolsa de 1929 y las revueltas sociales, derogando parte de las medidas adoptadas por el dictador. A su gobierno se le llamó dictablanda de Berenguer.

## Uso
Posteriormente también se ha utilizado el término «dictablanda» en otros contextos, como en los finales de la dictadura franquista hasta 1975.[cita requerida] Más allá del origen del término mencionado y conforme también a su uso actual, el término «dictablanda», al igual que el término «democradura», hace referencia a lo que se conoce como regímenes híbridos y que se usa para referirse a aquellos gobiernos que se caracterizan por una combinación de elementos democráticos y autoritarios, que en general se usa para caracterizar a países republicanos y democráticos que adolecen de instituciones y sociedades civiles que fortalecieran una democracia del tipo liberal y con poderes legislativo y jurídico independientes del poder ejecutivo, el cual está marcado por un fuerte personalismo, destacando sobre todo aquellos países donde esto ocurre en la figura del jefe de Estado o del jefe de Gobierno, factor que se acrecienta en aquellos países de corte presidencialista donde el presidente ocupa ambos cargos, y a esto se le suma la búsqueda de reelecciones constantes, características que cumplieron en algunos momentos y que cumplen en la actualidad varios gobiernos sobre todo de América Latina, África, Oriente Medio y de los estados postsoviéticos.
Dictablanda, democradura, intenta definir situaciones mixtas en cuanto a tal o cual identidad gubernamental, también como equivalente se ha descripto como «estado de excepción» que se caracterizan por ser un sistema donde las leyes son arrasadas sin que se diga que dejaron de tener vigencia y las normas administrativas son cada vez más usadas como regulaciones de la totalidad de la vida. En este sistema se ejerce el un esquema de construcción de un enemigo nefasto, misterioso y ubicuo, que es uno de los fundamentos y motivos centrales del estado de excepción. La ley pasa a ser una excepción y la excepción un estado permanente de autojustificación de cada acto de gobierno. No precisa institucionalidad, sino fórmulas de lenguaje. Las «reglas republicanas» y los juegos democráticos quedan en situación de tramas exteriores a las decisiones reales.

### Chile
El 2 de septiembre de 1983, el general Augusto Pinochet, en respuesta a las críticas que se realizaban a la dictadura militar chilena, acusándola de detentar el poder total, expresó «Esta nunca ha sido dictadura, señores, esta es dictablanda, pero si es necesario, vamos a tener que apretar la mano (...)».

### México
En agosto de 1990, en un panel transmitido en vivo a nivel nacional por Televisa, el canal de televisión más importante de México, el escritor peruano Mario Vargas Llosa se refirió al sistema político mexicano como la «dictadura perfecta». señalando su opinión sobre el Partido Revolucionario Institucional:

«México es la dictadura camuflada ... Tiene las características de la dictadura: la permanencia, no de un hombre, pero sí de un partido. Y de un partido que es inamovible».

[cita requerida]
Al concluir la intervención del escritor peruano, el historiador Enrique Krauze, moderador del debate, agregó que un mejor término a usar para describir la situación mexicana, sería: «dictablanda». Octavio Paz interrumpió en ese momento para corregir las afirmaciones anteriores, ya que, por precisión, se debería calificar al sistema político mexicano más bien como un sistema de dominación hegemónico de partido.

### Uruguay
En los años 1930, época en la que proliferaban los regímenes militares en América y Europa, Uruguay vivió la dictadura de Terra, que terminó aprobando una Constitución a su medida. Pocos años después, un golpe de Estado dado por su sucesor, Alfredo Baldomir, quien contaba con respaldo político de sectores democráticos, instauró brevemente una dictadura que mereció el calificativo de «dictablanda», la cual culminó con la aprobación de una nueva Constitución que deshacía el statu quo terrista.[cita requerida]

### Colombia
El 13 de junio de 1953, el general Gustavo Rojas Pinilla, con el apoyo directo del Partido Conservador Colombiano y la iglesia católica, asumió la presidencia de facto de la república, en medio de un desconcierto gobiernista de los conservadores en el poder, desde el magnicidio de Jorge Eliecer Gaitán. Ante la negativa de Roberto Urdaneta y el desgobierno de Laureano Gómez, el general Gurrupín —como lo llamaban en la calle— se quedó en el solio presidencial, apoyado por una asamblea constituyente invocada por los mismos conservadores. Este autogolpe conservador, la primera reelección presidencial de Rojas Pinilla del 3 de agosto del 54, su segunda reelección presidencial de febrero del 56 y el pacto bipartidista del Frente Nacional, son eslabones de una silenciosa dictablanda que sumió a Colombia del 53 al 74, consolidando el estado de violación de derechos políticos y civiles.